# Banyuls-dels-Aspres
Banyuls-dels-Aspres (på Catalansk: Banyuls dels Aspres) er en by og kommune i departementet Pyrénées-Orientales i Sydfrankrig.

## Geografi
Banyuls ligger på en lille bakke på Roussillon-sletten 17 km syd for Perpignan. Banyuls grænser op til kommunerne Saint-Jean-Lasseille, Brouilla, Villelongue-dels-Monts, Tresserre og Villemolaque.

## Navn
Banyuls-dels-Aspres nævnes første gang i 819 som Villa Balnelonis: Villam Balnelonis cum ipso stagno. Det latinske balneolum bliver til balneum (badested) og stagno til étang, som betyder lagune. Lagunen, som der refereres til, er i dag udtørret. Oprindelsen til navnet er den samme om for Banyuls-sur-Mer og Banyoles.
Byen omtales som Bagnules i 934 og Banuls i 1028.
Tilføjelsen Aspres stammer fra det 12. århundrede (Banyuls de Asperis, 1186), og bliver almindelig fra det 14. århundrede for at adskille den fra den Banyuls de la Marenda (Banyuls-sur-Mer).
Kommunen fik i 1793 navnet Banyuls dels Aspres og fra 1801 blev navnet Banyuls dit des Aspres også benyttet. 

## Historie
Byens oprindelse skal søges i tiden efter, Karl den Store erobrede området i 811. Han integrerede det i sit feudale system og inddelte det i grevskaber og markgrevskaber. Den sydlige del af Roussillon-sletten blev en del af grevskabet Besalú.
De frankiske konger udnævnte grever af frankisk oprindelse. Således også Wilfred den Behårede, der blev greve af Barcelona og flere andre grevskaber fra 878. Fra ham stammer den aristokratiske slægt Banyuls, som blev seigneurer i byen helt fra grundlæggelsen.
Der er ikke noget tilbage af den oprindelige by. De rester af bymuren, som kan ses i dag, er bygget i det 12. og 13. århundrede. Udgravninger i 1873 viste, at Banyuls-dels-Aspres endda er blevet grundlagt et andet sted, end den ligger nu, ved et sted kaldet la Vila Vella mellem Banyuls og Saint-Jean-Lasseille. 
Banyuls-slægten var betydelig i middelalderen under såvel Grevskabet Roussillon, Kongeriget Mallorca og Kongeriget Aragonien. Nogle af de mest kendte seigneurer i Banyuls-dels-Aspres var:
- Pons af Banyuls (død før 1172)
- Ramon af Banyuls (Raymond 2. af Banyuls), ridder, kommissær for kongen af Mallorca Jakon 1. af Aragonien, ansvarlig for retssystemet i Ribes.
- Dalmau af Banyuls (Dalmace 1. af Banyuls), død 1345, guvernør og kaptajn-general af Ferrara fra 1309 til 1313, condottiere i Republikken Venedigs tjeneste, rådgiver for kong Sancho 1. af Mallorca, løjtnant for kongen af Mallorca, kansler for kongedømmet. 12. januar 1339 fik han af Jakob 2. af Mallorca tildelt Saint-Jean-Lasseille for sig selv og sine efterkommere.
- Dalmau af Banyuls (Dalmace 2. af Banyuls), også seigneur af Nyer, løjtnant for Kongeriget Mallorca
- Dalmau af Banyuls (Dalmace 3. af Banyuls), også seigneur af Nyer, Porcinyans og La Rocha i Conflent, død juni 1408
- Joan af Banyuls (Jehan 2. af Banyuls) gift i 1419, død i Italien
- Francesch af Banyuls (François 1. af Banyuls), seigneur af Banyuls-dels-Aspres og Saint-Jean-Lasseille, Gift 1455.

Banyuls-slægten havde Banyuls-dels-Aspres indtil 1461, hvor kong Ludvig 11. af Frankrig konfiskerede lenet i forbindelse med, at han udnyttede en tronfølgerstrid i Aragonien til midlertidigt at annektere Catalonien og Cerdagne.
Banyuls overgik derefter til Auger de La Coste. Senere blev det solgt til Llorens Paulet, en konsul fra Perpignan.
I det 17. århundrede kom det i klosteret Montserrats besiddelse.
Efter revolutionen blev Banyuls-dels-Aspres omdannet fra et seigneurie til en kommune.

## Demografi

### Udvikling i folketal
| 1962                                                              | 1968 | 1975 | 1982 | 1990 | 1999  | 2007  | 2013  | 2017  |
| ----------------------------------------------------------------- | ---- | ---- | ---- | ---- | ----- | ----- | ----- | ----- |
| 738                                                               | 724  | 683  | 660  | 850  | 1.007 | 1.154 | 1.257 | 1.259 |
| Tal fra og med 1962 er uden dobbelttælling (sans doubles comptes) |      |      |      |      |       |       |       |       |